# Cantón de Cayres
El cantón de Cayres era una división administrativa francesa, que estaba situada en el departamento de Alto Loira y la región de Auvernia.

## Composición
El cantón estaba formado por siete comunas más una fracción de otra comuna:
- Alleyras (fracción)
- Cayres
- Costaros
- Le Bouchet-Saint-Nicolas
- Ouides
- Saint-Didier-d'Allier
- Saint-Jean-Lachalm
- Séneujols

## Supresión del cantón de Cayres
En aplicación del Decreto nº 2014-162 de 17 de febrero de 2014, el cantón de Cayres fue suprimido el 22 de marzo de 2015 y sus 8 comunas pasaron a formar parte; siete del nuevo cantón del Velay Volcánico y una del nuevo cantón de Saint-Paulien.